# Medana
Medana é uma vila localizada no município de Brda na Eslovênia. Possuía uma população estimada de 211 habitantes em 2020.